# Simfonia núm. 19 (Mozart)
La Simfonia núm. 19 en mi bemoll major, K. 132, és una composició de Wolfgang Amadeus Mozart acabada el mes de juliol de l'any 1772.
La simfonia presenta la següent instrumentació: dos oboès, quatre trompes (dues d'elles únicament escrites en "mi bemoll") i corda.

## Estructura
Consta de quatre moviments:
1. Allegro, en compàs 4/4.
2. Andante, en compàs 3/8. Existeix també un moviment lent alternatiu, que té la indicació d' Andantino grazioso.[1]
3. Menuetto-Trio, en compàs 3/4.
4. Allegro, en compàs 2/2.

Les indicacions de tempo en el primer, segon i quart moviments estan escrites per la mà de Leopold Mozart.
El primer moviment comença amb un motiu que Mozart faria servir més tard a l'inici del seu Concert per a piano núm. 22 en mi bemoll major, K. 482, que està en la mateixa tonalitat. L'exposició és breu i no es repeteix. Pel que fa al desenvolupament, se centra en material temàtic nou.
El final és un rondó a l'estil francès amb set parts: ABACADA. Cada part del rondó es repeteix excepte la darrera secció A.